# یانارخاج
یانارخاج (به لاتین: Yanarxaj) یک منطقه مسکونی در جمهوری آذربایجان است که در شهرستان جبراییل واقع شده است.